# شهرستان کولنو
شهرستان کولنو (به لهستانی: Powiat Kolno) یک شهرستان در لهستان است که در استان پودلاسکی واقع شده‌است. شهرستان کولنو ۹۳۹٫۷۳ کیلومتر مربع مساحت و ۴۰٬۶۷۶ نفر جمعیت دارد.